# Josef Martin Bauer
Josef Martin Bauer (* 11. März 1901 in Taufkirchen (Vils); † 15. März 1970 in Dorfen) war ein deutscher Schriftsteller, Hörspielautor und nationalsozialistischer Propagandist.

## Leben

### Vor 1945
Josef Martin Bauer war der Sohn eines Bäckermeisters. Er besuchte das Humanistische Gymnasium der Benediktiner in Scheyern, legte 1920 das Abitur ab und sollte danach Theologe werden. Er nahm allerdings das für ihn vorgesehene Theologiestudium nicht auf und schlug sich anschließend mit verschiedenen Gelegenheitsarbeiten durch, bis er 1927 Redakteur und später Schriftleiter bei der Lokalzeitung in Dorfen wurde. Im Jahr 1929 wurde sein Sohn, der spätere Kunsthistoriker Hermann Bauer geboren. Für seinen ersten Roman, den Siedlerroman Achtsiedel, erhielt Bauer 1930 den „Jugendpreis deutscher Erzähler“. Dies legte den Grundstein für seine Schriftstellerkarriere, in der er vorwiegend Stoffe aus dem bäuerlich-ländlichen Leben behandelte. Sowohl Achtsiedel (1930) als auch die beiden folgenden, noch vor der „Machtergreifung“ Hitlers erschienenen Texte Die Notthaften (1931) und Die Salzstraße (1932) sind von völkischem Gedankengut geprägt. Auch als Hörspielautor erzielte Bauer Erfolge, so z. B. mit dem ganz der Blut-und-Boden-Ideologie verschriebenen Werk Der ewige Bauer (Erstausstrahlung: 19. Sept. 1933) und dem Stück Das tote Herz (1938). Wenngleich Bauer der NSDAP – jedenfalls vor der „Machtergreifung“ – kritisch gegenüberstand, zeigte er sich auf literarischem Gebiet während der NS-Zeit linientreu. Honoriert wurde sein ideologiekonformes literarisches Schaffen mit dem Preis des Erzähler-Wettbewerbs der Zeitschrift die neue linie (1933), mit dem Novellen-Preis des XX. Jahrhunderts (1941) und mit dem Kulturpreis für bäuerliches Schrifttum (1944). 1938 gewann er den ersten Preis beim Hörspielwettbewerb des Reichssenders Leipzig.
Seit 1934 gehörte Bauer der Reichsschrifttumskammer (RSK) und der NSV an; am 25. Mai 1937 beantragte er die Aufnahme in die NSDAP und wurde rückwirkend zum 1. Mai desselben Jahres aufgenommen (Mitgliedsnummer 4.262.367).
Bauer wurde im Zweiten Weltkrieg zum Kriegsdienst bei der Gebirgstruppe eingezogen und auf eigenen Wunsch berufsnah auch für die Wehrmachtpropaganda verwendet. So erschienen im NS-Parteiverlag Eher die Kriegspropagandatexte Unterm Edelweiß in Jugoslawien (1941), Unterm Edelweiß in der Ukraine (1943) und Späh-Trupp voraus (1943). Die Kraniche der Nogaia (1942) wurde vom Piper-Verlag publiziert. Gemäß der NS-Ideologie werden in diesen Texten rassistisch-hierarchische Denkmuster vertreten, wenn beispielsweise der „Herrenmensch“, der „brave, kriegserprobte, ehrliche deutsche Soldat“ gegen die russischen „Untermenschen“, gegen „hingeduckt schleichende Tiere“ kämpft. 1942 war Bauer an der militärisch sinnlosen, aber propagandistisch herausgestellten Besteigung des Elbrus im Kaukasus beteiligt. Diese Episode schilderte er in seinem Kriegstagebuch Kaukasisches Abenteuer, das erst 1950 veröffentlicht wurde. Im Oktober 1944 – zu diesem Zeitpunkt schrieb Bauer auch für den Völkischen Beobachter – erfolgte seine Entlassung aus dem aktiven Wehrdienst.

### Nach 1945
Als Bauer im Zuge des 1946 gegen ihn eingeleiteten Entnazifizierungsverfahrens dazu aufgefordert wurde, sich einer der fünf Kategorien zuzuordnen, stufte er sich selbst als „Mitläufer“ (Gruppe IV) ein. Er argumentierte u. a., dass er ohne Antragstellung in die NSDAP aufgenommen worden sei und im Eintritt in die Wehrmacht die Chance gesehen habe, „aus dem unerträglichen politischen Leben“ und vor der literarischen Vereinnahmung durch das NS-Regime zu fliehen. Obwohl diese Behauptungen im Widerspruch zu dem vom 25. Mai 1937 datierten Antrag Bauers auf Aufnahme in die NSDAP sowie zu seiner Bewerbung auf einen Platz in der Propaganda-Kompanie standen und ein Zeuge ihn als „aktiven Nazi“ hinstellte, ordnete ihn die Spruchkammer auch aufgrund mehrerer sog. Persilscheine schließlich der Gruppe IV der „Mitläufer“ zu.
1951 verfasste er ein dramatisches Festspiel, das bis 2006 beim jährlichen Further Drachenstich aufgeführt wurde.
In seinem berühmtesten Roman So weit die Füße tragen (1955) erzählt Bauer die lange Zeit allgemein für wahr gehaltene Geschichte eines Russlandheimkehrers nach. Das Buch wurde zweimal verfilmt und in 15 Sprachen übersetzt. Der Name des Roman- und Filmhelden ist Clemens Forell, Oberleutnant der Wehrmacht. In Wahrheit handelte es sich um die Geschichte des angeblichen deutschen Wehrmachtoffiziers Cornelius Rost aus München, geb. am 27. März 1919 in Kufstein, gelernter Reprotechniker. Ihm soll 1949 die Flucht aus einem Kriegsgefangenenlager am Kap Deschnew im äußersten Nordosten Sibiriens gelungen sein. Dort habe er in einem Bleibergwerk arbeiten müssen. Nach einer drei Jahre dauernden, hochriskanten und abenteuerlichen Flucht habe er sich über 14.000 km bis in den Iran durchgeschlagen und sei am Tag vor Heiligabend 1952 wieder in seiner Heimatstadt München angekommen.
Bauer erfuhr über den Münchner Verleger Franz Ehrenwirth von diesem Fall und erkannte darin den geeigneten Stoff für ein Buch. Rost teilte die Geschichte seinem Autor Bauer mit. Als angeblich gebrochener und ständig in Angst vor Verfolgung durch das KGB lebender Mann starb Rost am 18. Oktober 1983 in München. Bauer durfte seinen wahren Namen aufgrund vertraglicher Zusicherungen niemals preisgeben. In drei Sendungen des Bayerischen Rundfunks am 2., 3. und 4. April 2010 kam der Journalist Arthur Dittlmann nach langjährigen Forschungsarbeiten zu dem Ergebnis, dass Rosts Schilderungen, abgesehen von weiteren Unwahrscheinlichkeiten sachlicher Art, nicht der Wahrheit entsprechen können; so sei er weder Offizier gewesen noch 1952 heimgekehrt, sondern bereits 1947. Die von Rost besprochenen Tonbänder wurden dem Institut für Zeitgeschichte übergeben.
Bis zu seinem Tod am 15. März 1970 in Dorfen verfasste Bauer neben Romanen, Erzählungen, Novellen und Sachtexten zahlreiche Hörspiele. Er gilt als einer der wichtigsten Hörspielautoren seiner Generation in Deutschland. Das erste nach dem Kriege entstandene Hörspiel von ihm war Die Vernehmung des Judas Ischariotes, in dem Werner Hessenland, Kurt Lieck und René Deltgen die Hauptrollen sprachen. Weitere bekannte Produktionen waren u. a. Der glaubwürdige Lügner (1953) und Die Sache mit Fadenherr (1954) mit Gunnar Möller, Ludwig Linkmann und Annemarie Schradiek. Das 1951 erstmals produzierte Hörspiel Geronimo und die Räuber wurde im Jahre 1966 von Regisseur Arthur Maria Rabenalt für das Fernsehen filmisch umgesetzt. In der 13-teiligen Fernsehserie Auf gut bairisch mit Ludwig Schmid-Wildy und Fritz Straßner führte er auch selbst die Regie.
Auch wurden dem Schriftsteller nach dem Krieg weitere Ehrungen zuteil wie beispielsweise die Ernennung zum Ehrenbürger der Stadt Dorfen (1951). Meyerdierks (2018) hält fest, dass hier erst anlässlich des 100. Geburtstages des Autors Stimmen lautwurden, „die im Hinblick auf seine Rolle im ‚Dritten Reich‘ eine kritische Auseinandersetzung mit Person und Werk des Schriftstellers“ forderten.
Nach einem Alters-Herzinfarkt erblindete er.

## Auszeichnungen und Ehrungen
- 1930: Jugendpreis deutscher Erzähler
- 1933: Preis des Erzähler-Wettbewerbs der Zeitschrift die neue linie
- 1941: Novellen-Preis des XX. Jahrhunderts
- 1944: Kulturpreis für bäuerliches Schrifttum (10.000 RM)
- 1951: Ehrenbürger der Stadt Dorfen
- 1959: Bayerischer Verdienstorden
- 1961: Ehrenring des Landkreises Erding
- 1964: Bayerischer Poetentaler

## Werke (Auswahl)
- Achtsiedel. 1931.

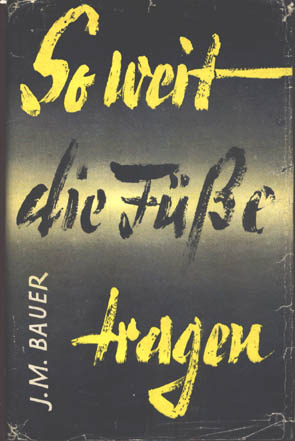
Umschlag einer frühen Ausgabe des Buches

- Die Notthafften. Piper, München 1931.
- Die Salzstraße. 1932.
- Das Haus am Fohlenmarkt. 1936.
- Das Herz, Geschichte einer Freundschaft. 1940.
- Das Mädchen auf Stachet. Piper, München 1940.
- Unterm Edelweiß in Jugoslawien. Aus den Erlebnissen einer Gebirgsdivision. Textzeichnungen und Buchumschlag nach Skizzen des Gefr. Anton Kolnberger. Eher, München 1941
- Die Kraniche der Nogaia. Kriegstagebuch. Piper, München 1942.
- Unterm Edelweiß in der Ukraine. Eine Gebirgsdivision im Kampf gegen Sowjet-Rußland. Mit vielen Textzeichnungen von Uffz. Anton Kolnberger. Eher, München 1943
- Späh-Trupp voraus. Vom Einsatz einer Pz. A. A. in Holland, Belgien und Frankreich 1940. Eher, München 1943.
- Kaukasisches Abenteuer. Kriegstagebuch. 1950.
- So weit die Füße tragen. 1955.
- Kranich mit dem Stein. 1958.
- Die barocke Kerze. Novelle. 1959
- Der Abhang. Roman einer Familie. 1960.
- Mensch an der Wand. 1962.

## Verfilmungen
Sein Buch So weit die Füße tragen ist zweimal verfilmt worden.
1. 1959: Sechsteiliger Fernsehfilm unter der Regie von Fritz Umgelter, mit Heinz Weiss (Forell), Wolfgang Büttner, Hans Epskamp und Hans E. Schons.
2. 2001: Spielfilm unter der Regie von Hardy Martins, mit Bernhard Bettermann (Forell), Michael Mendl und Anatoly Kotenyov.

## Hörspiele
1956 produzierte der WDR So weit die Füße tragen als 8-teiliges Hörspiel. Die Regie führte Franz Zimmermann. Zu den wichtigsten Sprechern gehörten Wolfgang Wahl (Forell), Raoul Wolfgang Schnell, Kurt Lieck, Walter Richter und Heinz Schimmelpfennig.
Weitere Produktionen:
- 1933: Der ewige Bauer.
- 1938: Das tote Herz.
- 1950: Die Vernehmung des Judas Ischariotes – Regie: Wilhelm Semmelroth
- 1950: Das tote Herz – Regie: Ludwig Cremer
- 1950: Das Gerücht – Regie: Karlheinz Schilling
- 1950: Der gerechte Herr Boll – Regie: Fritz Schröder-Jahn
- 1950: Die Bürger von Bethlehem – Regie: Ludwig Cremer
- 1950: Bäuerliche Legende – Regie: Paul Land
- 1950: Hier Kellermann – Regie: Detlof Krüger
- 1951: Geronimo und die Räuber – Regie: Fritz Schröder-Jahn
- 1951: Der Schatten eines Strohhalms oder Die neue Zeit ist da – Regie: Walter Knaus
- 1951: Um Jahr und Tag – Regie: Otto Kurth
- 1951: Weiberwirtschaft oder Die törichten Jungfrauen – Regie: Theodor Steiner
- 1951: Glanz und Ende der Republik Asumara – Regie: Karl Peter Biltz
- 1951: Akademie der Schöpfung – Regie: Gert Westphal
- 1951: Geronimo und die Räuber – Regie: Nicht bekannt
- 1952: Die Tage sind gezählt – Regie: Gerd Beermann
- 1952: Einer trage des anderen Last – Regie: Ludwig Cremer
- 1952: Die Leute von Oberwasser – Regie: Oskar Nitschke
- 1952: Der König von Albanien – Regie: Fritz Schröder-Jahn
- 1952: Die Steuererklärung – Regie: Gustav Burmester
- 1952: Der Omnibus steht unten – Regie: Wilhelm Semmelroth
- 1953: Der gerechte Herr Boll – Regie: Alois Garg
- 1953: Mit Wölfen soll man nicht spielen – Regie: Peter Glas
- 1953: Der größte Abenteurer des Jahrhunderts – Regie: Karl Peter Biltz
- 1953: Geronimo und die Räuber – Regie: Paul Land
- 1953: Geronimo und die Räuber – Regie: Theodor Steiner
- 1953: Der glaubwürdige Lügner – Regie: Fritz Schröder-Jahn
- 1954: Die Sache mit Fadenherr – Regie: Kurt Reiss
- 1954: Schüsse in Sarajewo (3 Teile) – Regie: Oswald Döpke
- 1954: Geld oder Leben – Regie: Ulrich Lauterbach
- 1954: Die Weinwirtschaft „Zum Auge Gottes“ – Regie: Gustav Burmester
- 1955: Glanz und Ende der Republik Asumara – Regie: Paul Land
- 1955: Die Stadt der Gerechten – Regie: Wolfgang Spier
- 1955: Dr. Dr. Hippolyt Leibetseder – Regie: Helmut Brennicke
- 1956: Die getreue Magd Christa – Regie: Fränze Roloff
- 1957: Der schwarze Anzug – Regie: Wilhelm Semmelroth
- 1957: Wie Sand am Meer – Regie: Egon Monk
- 1957: Es geschah in... Kanada; Folge: Fracht gelöscht – Regie: Ludwig Cremer
- 1958: Es geschah in... Norddeutschland; Folge: Fideles Gefängnis – Regie: Kurt Meister
- 1958: Es geschah in den... Karawanken; Folge: Grenzgänger – Regie: Otto Kurth
- 1958: Es geschah in... Thüringen; Folge: Der König von Erfurt – Regie: Kurt Meister
- 1958: Es geschah in ... Österreich; Folge: Der Major von Köpenick – Regie: Friedhelm Ortmann
- 1958: Die neue Zeit ist da – Regie: Viktor Lenz
- 1959: Der glaubwürdige Lügner – Regie: Viktor Lenz
- 1959: Die Reise nach Steiermark – Regie: Edmund Steinberger
- 1959: Es geschah in ... England; Folge: Der Mann mit der Aktenmappe – Regie: Otto Kurth
- 1959: Es geschah in ... Italien; Folge: Ein komischer Vogel – Regie: Hermann Pfeiffer
- 1960: An der Straße – Regie: Nicht angegeben
- 1960: Es geschah in... Niederschlesien; Folge: Glasperlen – Regie: Hermann Pfeiffer
- 1960: Es geschah in... Serbien; Folge: Die Brüder aus Mazedonien – Regie: Otto Kurth
- 1960: Geronimo und die Räuber – Regie: Heinz-Günter Stamm
- 1960: Es geschah... in Kirgisistan; Folge: Ein armes Huhn – Regie: Otto Kurth
- 1960: Der Mantel der Liebe – Regie: Gustav Burmester
- 1961: Franz von Assisi. – Regie: Otto Kurth
- 1961: Es geschah in... Süddeutschland; Folge: Die Überstunden des Simon Parblinger – Regie: Heinz Dieter Köhler
- 1961: Es geschah in... Russland; Folge: Der Herr Bezirksrichter – Regie: Edward Rothe
- 1962: Das Engagement – Regie: Friedhelm Ortmann
- 1962: Einer der fremd blieb – Regie: Otto Kurth
- 1962: Der törichte Jüngling – Regie: Otto Düben
- 1963: Das wundertätige Madonnenbild – Regie: Otto Kurth
- 1964: Der Zug – Regie: Jörg Jannings
- 1965: Übers Wasser ist ein Weg – Regie: Edmund Steinberger
- 1965: Weiße Puppen – Regie: Fritz Schröder-Jahn
- 1966: Der Spielmann – Regie: Walter Ohm
- 1968: Der Mensch Adam Deigl und die Obrigkeit – Regie: Edmund Steinberger

Hörspiel-Bearbeitungen:
- 1955: Der Mensch aber ist gut (von Julien Green) – Regie: Ludwig Cremer
- 1959: Der Schneesturm (von Alexander Sergejewitsch Puschkin) – Regie: Walter Ohm
- 1959: Pieter Breughel (von Felix Timmermans) – Regie: Ludwig Cremer